# MZKT-69225
Der MZKT-69225 (russisch МЗКТ-69225) ist ein Fahrzeugmodell des belarussischen Herstellers Minski Sawod Koljosnych Tjagatschei (russisch Минский завод колёсных тягачей, kurz MZKT bzw. МЗКТ). Es wurde erstmals 2019 vorgestellt und fungiert primär als Startfahrzeug für Flugabwehrraketen.

## Konstruktion
Das MZKT-69225-Chassis ist eine Weiterentwicklung des 6×6-Modells MZKT-6922 und ist mit einem elektronischen Reifendruckregelsystem ausgerüstet. Der MZKT-69225 ist ein Allradfahrzeug mit vier Achsen, von denen die ersten beiden als Lenkachsen ausgeführt sind. Die Nutzlast des Lkw beträgt 17.300 kg, die Höchstgeschwindigkeit bei Maximalbeladung soll 60 km/h betragen.
Angetrieben wird der LKW von einem Achtzylinder-Dieselmotor des Typs TMZ-8463.10 mit 500 PS, der ein maximales Drehmoment von 1960 Nm entwickelt. Das hydropneumatische Federungssystem ermöglicht eine variable Bodenfreiheit sowie eine automatische Niveauregulierung. Die minimale Bodenfreiheit beträgt jedoch 420 mm.
Das MZKT-69225-Fahrgestell wurde speziell für die modernisierte Version Buk-MB3K des Flugabwehrraketensystems 9K40 Buk-M2 entwickelt. Bei der älteren Version Buk-M2E wurde auf das Modell MZKT-6922 zurückgegriffen.